# 联棚乡
联棚乡，是中华人民共和国湖北省宜昌市点军区下辖的一个乡镇级行政单位。

## 行政区划
联棚乡下辖以下地区：
联棚村、楠木溪村、双溪村、福安村、长岭村、泉水村和文佛山林场村。